# Campionato Panamericano 1960
Il Campionato Panamericano 1960 fu la terza ed ultima edizione dell'omonima manifestazione. Fu giocata a San José dal 7 al 20 marzo, nel 1960 e fu vinta dall'Argentina, al primo ed unico successo nella competizione.

## Risultati
6 marzo, 1960, San José -  Brasile 2 - 2  Messico
8 marzo, 1960, San José -  Costa Rica 0 - 0  Argentina
10 marzo, 1960, San José -  Argentina 3 - 2  Messico
10 marzo, 1960, San José -  Costa Rica 3 - 0  Brasile
12 marzo, 1960, San José -  Costa Rica 1 - 1  Messico
13 marzo, 1960, San José -  Argentina 2 - 1  Brasile
15 marzo, 1960, San José -  Brasile 2 - 1  Messico
15 marzo, 1960, San José -  Costa Rica 0 - 2  Argentina
17 marzo, 1960, San José -  Argentina 2 - 0  Messico
17 marzo, 1960, San José -  Costa Rica 0 - 4  Brasile
20 marzo, 1960, San José -  Costa Rica 0 - 3  Messico
20 marzo, 1960, San José -  Brasile 1 - 0  Argentina
| Pos. | Squadra    | Punti | G | V | P | P | GF | GS | DR |
| ---- | ---------- | ----- | - | - | - | - | -- | -- | -- |
| 1    | Argentina  | 9     | 6 | 4 | 1 | 1 | 9  | 4  | 5  |
| 2    | Brasile    | 7     | 6 | 3 | 1 | 2 | 10 | 8  | 2  |
| 3    | Messico    | 4     | 6 | 1 | 2 | 3 | 9  | 10 | -1 |
| 4    | Costa Rica | 4     | 6 | 1 | 2 | 3 | 4  | 10 | -6 |